# Pedro Theon
Pedro Theón (décédé après 867) était un comte galicien qui vécut au IXe siècle, dans le royaume des Asturies.

## Origine
L'ascendance de Pedro est inconnue. Certaines sources affirment qu'il était le fils d'Ozenda et de Bermude Ier, roi des Asturies. Bermude, selon les Memorias de las reynas catholicas, était le fils du duc de Cantabrie Fruela et de son épouse (dont le nom est inconnu), fille du comte Gundesindo, comme nous l'a confirmé l'historien et généalogiste Espagnol Salazar y Castro, tous deux du Chronicon Sebastiani, qui rappelle que Bermude était donc le neveu du roi des Asturies Alphonse Ier et cousin du roi des Asturies, Fruela Ier, et frère du roi des Asturies, Aurelio. Fruela de Cantabrie était le fils de Pedro, Duc de Cantabrie donc souverain d'une des huit provinces du Royaume wisigoth.

## Biographie
Il y a peu d'informations sur Pedro ; la seule chronique qui le mentionne est la Chronicon Albeldense, qui rapporte qu'en 859, sous le règne de Ordoño Ier, en Galice, il y eut une incursion des Vikings, qui, selon le professeur Allen Mawer, auraient pu être des proches de Ragnar Lodbrok (Hasting et Björn Côtes-de-Fer) et que selon le Chronicon Albeldense les Normands (Lordomani) furent vaincus par le comte galicien, Pedro Theón (  a Petro comite interfecti sunt).
Après la mort d'Ordoño Ier en 866, il semble que Pedro soit resté fidèle à son fils et successeur, Alphonse III, en le soutenant dans la répression de la Révolte de Fruela des Asturies (vers 870), qui s'est rebellé contre son frère, le roi Alphonse III. Il est capturé comme le rapporte le Chronicon Albeldense et aveuglé, tel que rapporté par le Chronicon Sampiri.
L'existence de Pedro est également attestée par un document daté du 20 janvier 867, par lequel le roi Alphonse III attribue le village de Carcacía (actuellement partie de la municipalité galicienne de Padrón) à la cathédrale de Saint-Jacques-de-Compostelle , qui avait été occupée par Fruela Bermúdez. Dans le document, Pedro apparaît comme cosignataire, avec le comte Rodrigo de Castille, comme le rapporte El condado de Castilla, 711-1038 : la historia frente a la la leyenda, Volume 2.
La date exacte de la mort de Pedro et le lieu de sa sépulture ne sont pas connus.

## Descendance
Le nom de sa femme et de ses descendants ne sont pas connus, mais certaines sources affirment que Pedro était le père de Vímara Peres, le premier comte de Portucale et probablement de Hermenegildo Pérez.